# 笑福亭喬路
笑福亭 喬路（しょうふくてい きょうじ、1997年6月26日 - ）は、上方落語協会に所属する落語家。本名∶太白 章。所属プロダクションは松竹芸能。

## 来歴
兵庫県姫路市広畑区出身。中学時代は野球少年だった。高校入学時に「このまま白球を追い続けていいのか」と思ったことからフォークソング部に入部する。
高校時代、学校にプロの噺家を招いての寄席で初めて落語に触れた。その時点で興味は沸かなかったが、関西学院大学進学後、サークルの勧誘で"ジャンケンサークル"と称した落語研究会に勧誘されて加入。櫻鶯亭　天蝶（おうおうてい　てんちょう）の高座名を名乗った。落語研究会では会長を務め、第9回（2018年）学生落語王者決定戦てんしき杯で優勝、第17回（2020年）全日本学生落語選手権・策伝大賞で決勝進出を果たした。
2020年11月1日に7代目笑福亭松喬に入門。ただし、松喬によると正式に弟子にしたのは2021年3月で、高座名の「喬路」は姫路市出身であることにちなんで名付けたという。さらに、松竹芸能がウェブサイトに掲載している「プロフィールPDF」では入門日について「2020年11月1日」「2020年7月」と異なるタイミングが併記されている。
2024年2月1日に年季明けとなり、Twitter、Instagramを始める。関西学院大学落語研究会の2年先輩にして先々代の会長にあたる桂源太、1年先輩にして先代の会長にあたる桂天吾と共に三人会を行う、松竹芸能に所属している松鶴一門の笑福亭呂翔、笑福亭喬龍、笑福亭喬明と共にユニットライブを行うなど、精力的に活動している。

## 出演
- 旬感LIVE とれたてっ! HAPPY探検隊レポーター（関西テレビ）
- ひょうご発信！リポーター （サンテレビ）